# Jomo Kenyatta University of Agriculture and Technology
Jomo Kenyatta University of Agriculture and Technology (afgekort: JKUAT) is een openbare universiteit in Juja, Kenia. In deze stad ligt ook de hoofdcampus, hoewel de universiteit ook actief is in andere Keniaase steden. De universiteit is vernoemd naar Jomo Kenyatta, de eerste president van Kenia. Voorheen was JKUAT een onderdeel van Kenyatta University, maar sinds 1994 is de universiteit onafhankelijk. Geoffrey Moriaso Ole Maloiy is de rector van de universiteit, maar het dagelijks bestuur is in handen van vice-rector Mabel O. Imbuga. In 2013 studeerden er 5560 mensen af.
De universiteit komt voor in de rankings als de nummer 5 universiteit van Kenia, nummer 82 van Afrika en nummer 4947 van de wereld, en is lid van de Vereniging van Afrikaanse Universiteiten en de Internationale Vereniging van Universiteiten.

## Geschiedenis
JKUAT begon onder de naam Jomo Kenyatta College of Agriculture and Technology (JKCAT) in 1981, opgericht door de Keniaanse overheid met de hulp van de overheid van Japan. Plannen hiervoor werden al in 1977 gemaakt. In 1978 doneerde Jomo Kenyatta 200 hectare landbouwgrond om de school op te richten. De eerste studenten begonnen op 4 mei 1981 en op 17 maart 1982 opende de toenmalige Keniaanse president Daniel arap Moi de school officieel. In april 1984 werden de eerste diploma's uitgereikt aan afgestudeerden in de richtingen landbouwtechniek, voedseltechnologie en tuinbouw.
Op 1 september 1988 werd JKCAT onderdeel van Kenyatta University, waarmee de naam veranderde in Jomo Kenyatta University College of Agriculture and Technology (JKUCAT). 6 jaar later, in 1994, verandert die naam weer, nu naar Jomo Kenyatta University of Agriculture and Technology, als het officieel een zelfstandige universiteit wordt. In 1999 loopt de samenwerking met de Japanse overheid ten einde en wordt de universiteit officieel overgedragen aan de Keniaanse autoriteiten. In 2012 scheidde Kimathi University College, een onderdeel van de universiteit, zich af als onafhankelijke universiteit en ging verder als Dedan Kimathi University of Technology. Eerder al, in 2010, deed Meru University of Science and Technology, voorheen Meru University College, hetzelfde, en in 2013 werd Mombasa Polytechnic University College omgevormd tot Technical University of Mombasa. Ook de Multimedia University of Kenya was tot 2012 onderdeel van JKUAT en heette destijds Multimedia University College.

## Campussen
De universiteit heeft een aantal grotere en kleinere campussen:
- Main Campus, Juja
- Karen Campus, Nairobi
- Westlands Campus, Nairobi
- Kigali Campus
- Arusha Centre
- Kisii Centre
- Kitale Centre
- Mombasa Central Business District Centre
- Nairobi Central Business District Centre
- Nakuru Centre

## Faculteiten, instituten enschools
De universiteit is georganiseerd in verschillende faculteiten, instituten, schools, centra en constituent colleges, oftewel semi-autonome onderdelen van JKUAT.

### Faculteiten
- Faculteit landbouwkunde

### Schools
- School voor architectuur en bouwkunde
- School voor Human Resource Development
- School voor werktuigbouwkunde
- School voor civiele techniek en ruimtelijke ordening
- School voor elektrotechniek en automatisering
- School voor rechtsgeleerdheid
- School voor studeren op afstand
- School voor informatica

### Centra
- Centrum voor onderzoek naar duurzame materialen

### Instituten
- Instituut voor biotechnologisch onderzoek
- Instituut voor energie en milieuwetenschappen

### Constituent Colleges
- Taita Taveta University College

## Faciliteiten
JKUAT biedt studenten en personeel medische zorg en catering aan. Er zijn die restaurants voor studenten: The candle in the wind, de hoofdeetzaal en de Hall Six eetzaal. Studenten slapen in hostels op de campus, die tegen gereduceerde prijzen worden aangeboden. Er zijn zes hostels, waarvan er drie uitsluitend door mannen en twee uitsluitend door vrouwen worden bewoond. Het resterende hostel wordt gedeeld, waarbij de mannen op de begane grond slapen en de vrouwen op de eerste en tweede verdieping.
De universiteit is ook bezig met het ontwikkelen van het Nairobi Industrial & Technology Park, een bedrijvenpark waar de universiteit nauw mee samen wil gaan werken in de toekomst. Ook ontwikkelt ze, in samenwerking met de Chinese overheid een botanische tuin waarin inheemse planten uit Oost-Afrika kunnen worden onderzocht. Tot slot is JKUAT druk met de ontwikkeling van het Engineering & Technology Centre of Excellence. Deze laatste drie faciliteiten zijn de hoofdpunten in de visie van de universiteit op 2030.

### Universiteitsbibliotheek
JKUAT beschikt over een universiteitsbibliotheek die 600 zitplaatsen biedt aan studenten. In de bibliotheek bevinden zich zo'n 80.000 stukken. Naast boeken biedt de universiteitsbibliotheek ook andere diensten aan, zoals online diensten, uitleen van boeken van andere bibliotheken, lessen voor gebruikers, online informatie, kopieerfaciliteiten, reparatie en het binden van verslagen en boeken.

## Pan African University
In februari 2011 werd JKUAT aangewezen als gastheer voor de Keniaanse tak van de Pan African University (PAU), een netwerk voor training en onderzoek voor afgestudeerden. Dit is een initiatief van de Afrikaanse Unie en wordt ondersteund door de Vereniging van Afrikaanse Universiteiten. Het initiatief loopt sinds 2008. Inmiddels heeft de PAU al enkele spin-offs, waarvan Pan African University, Institute of Basic Sciences, Technology and Innovation (PAUIST) de belangrijkste is voor JKUAT, aangezien ze hier sterk bij betrokken zijn. In dit verband werkt de universiteit samen met de Chinese overheid, die de ontwikkeling van infrastructuur, collegezalen, hostels and laboratoria heeft ondersteund.

## Fotogalerij

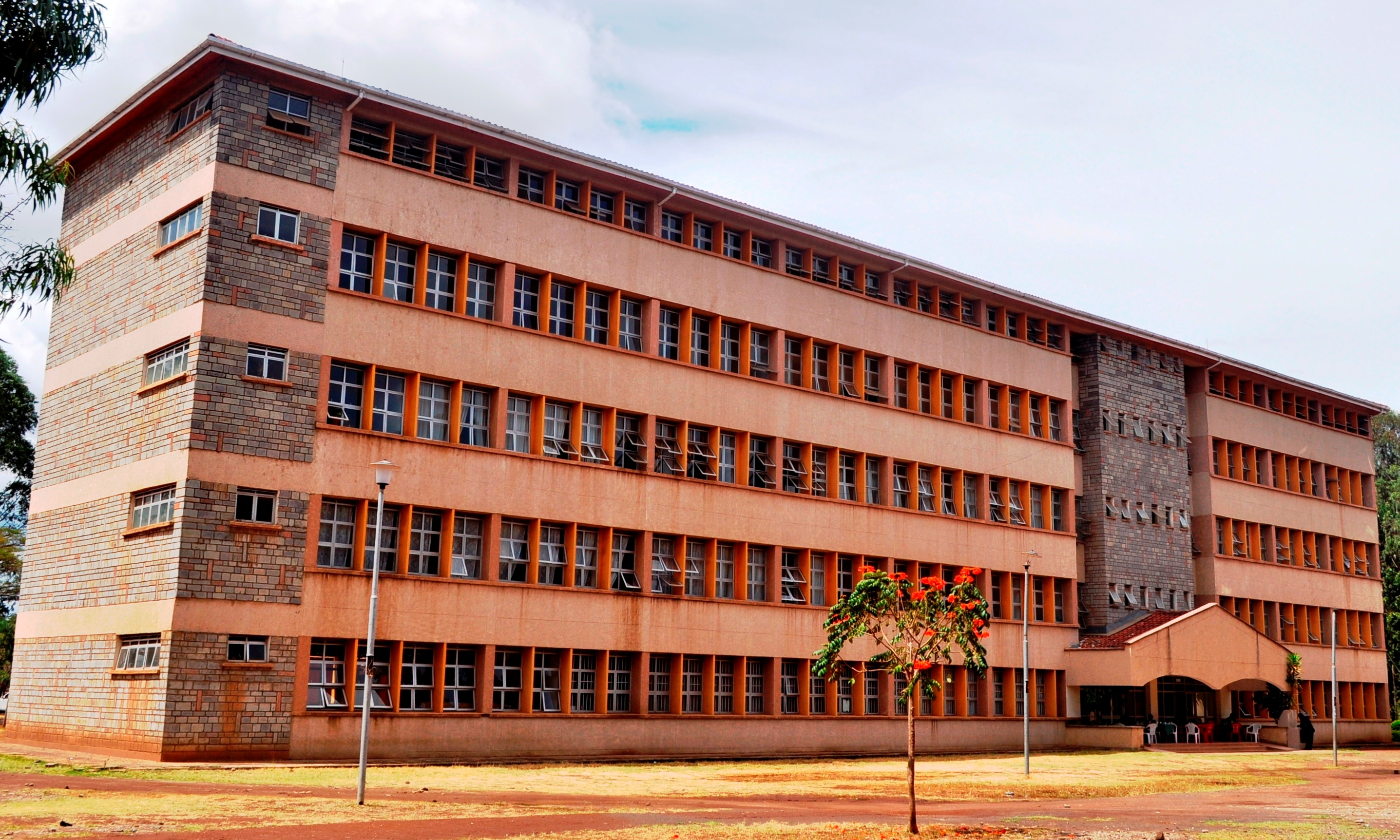
Het nieuwe Science Complex
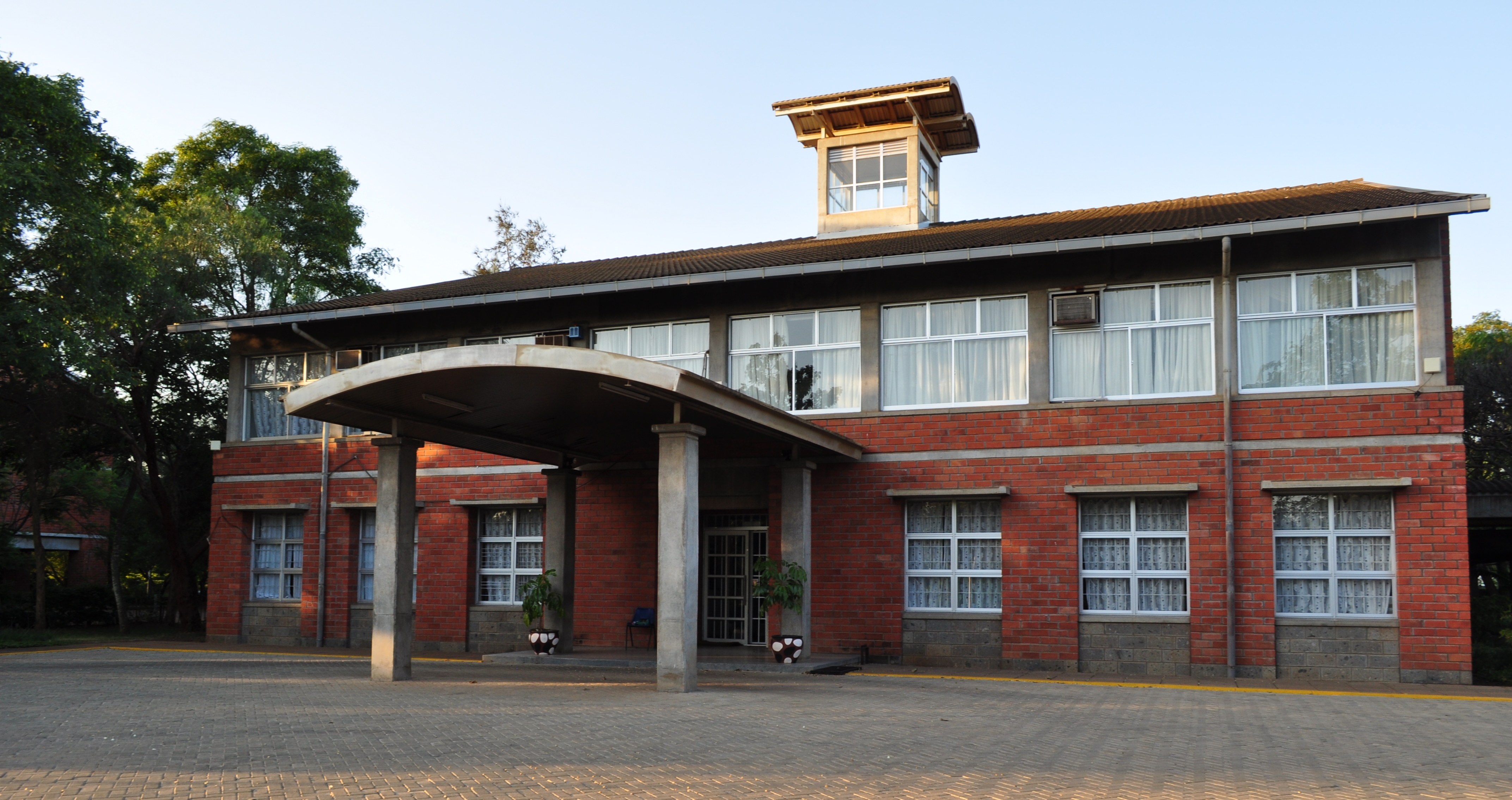
Kantoor van de vice-rector
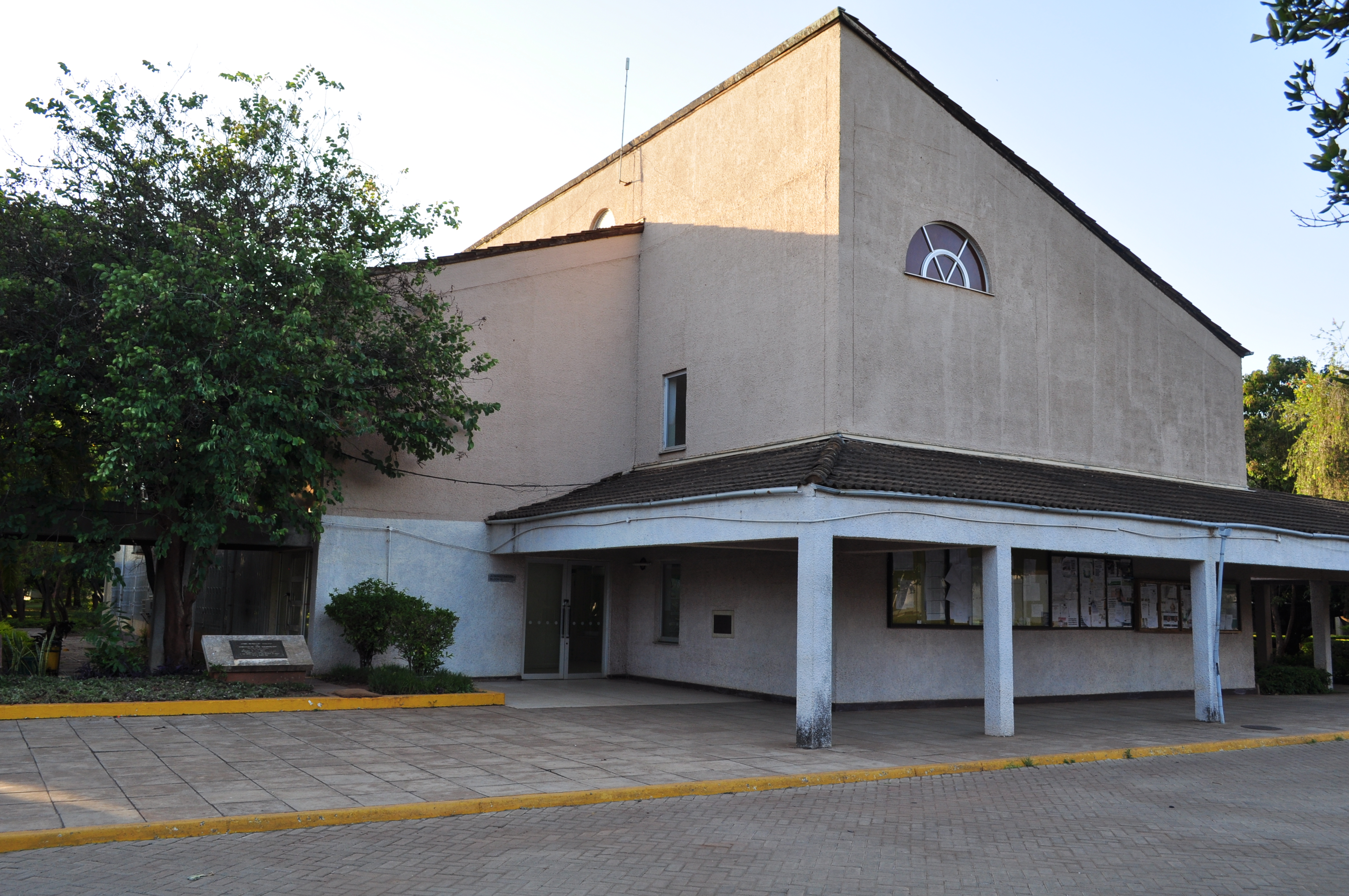
Administratiegebouw
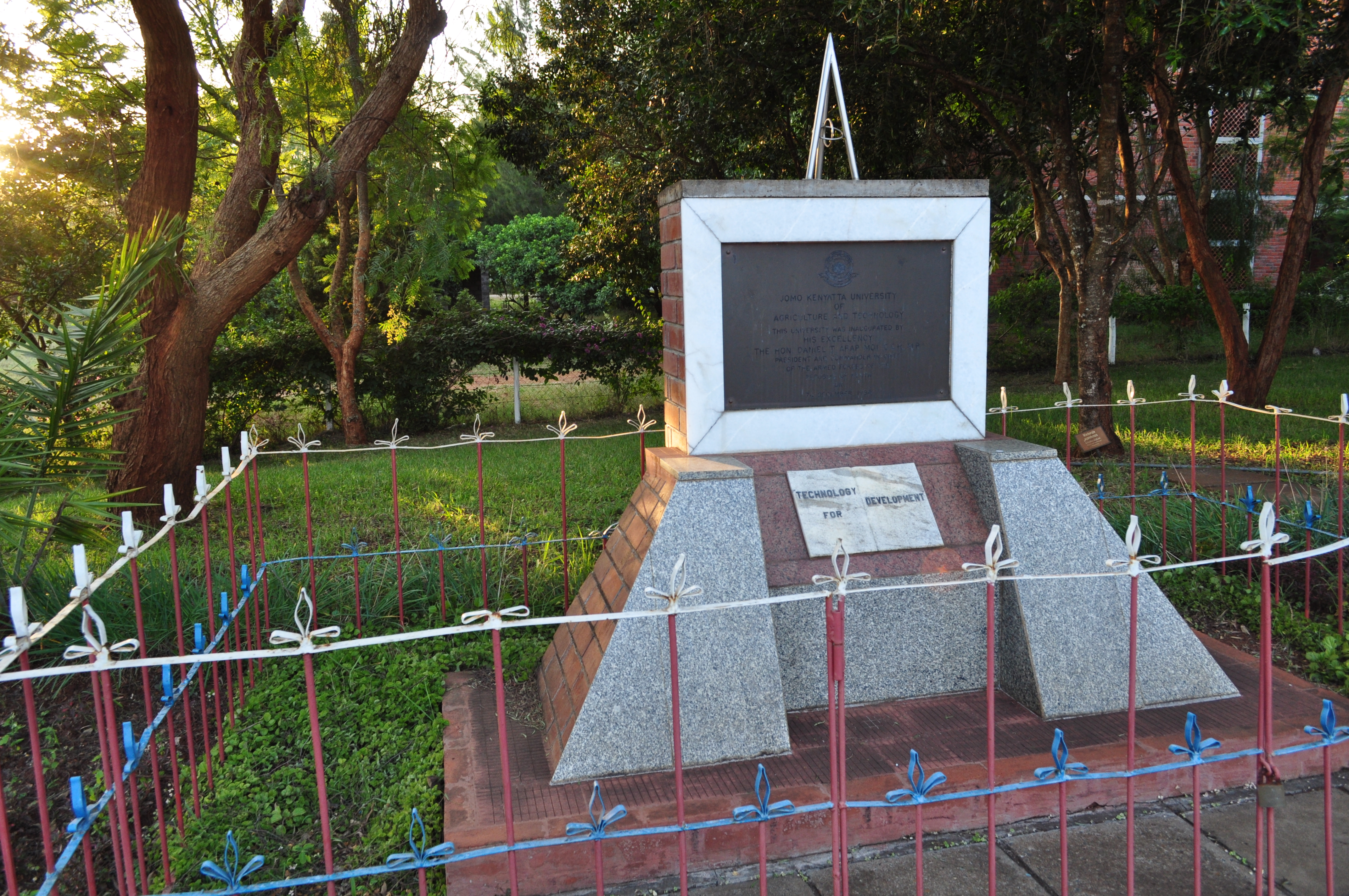
Monument op de campus
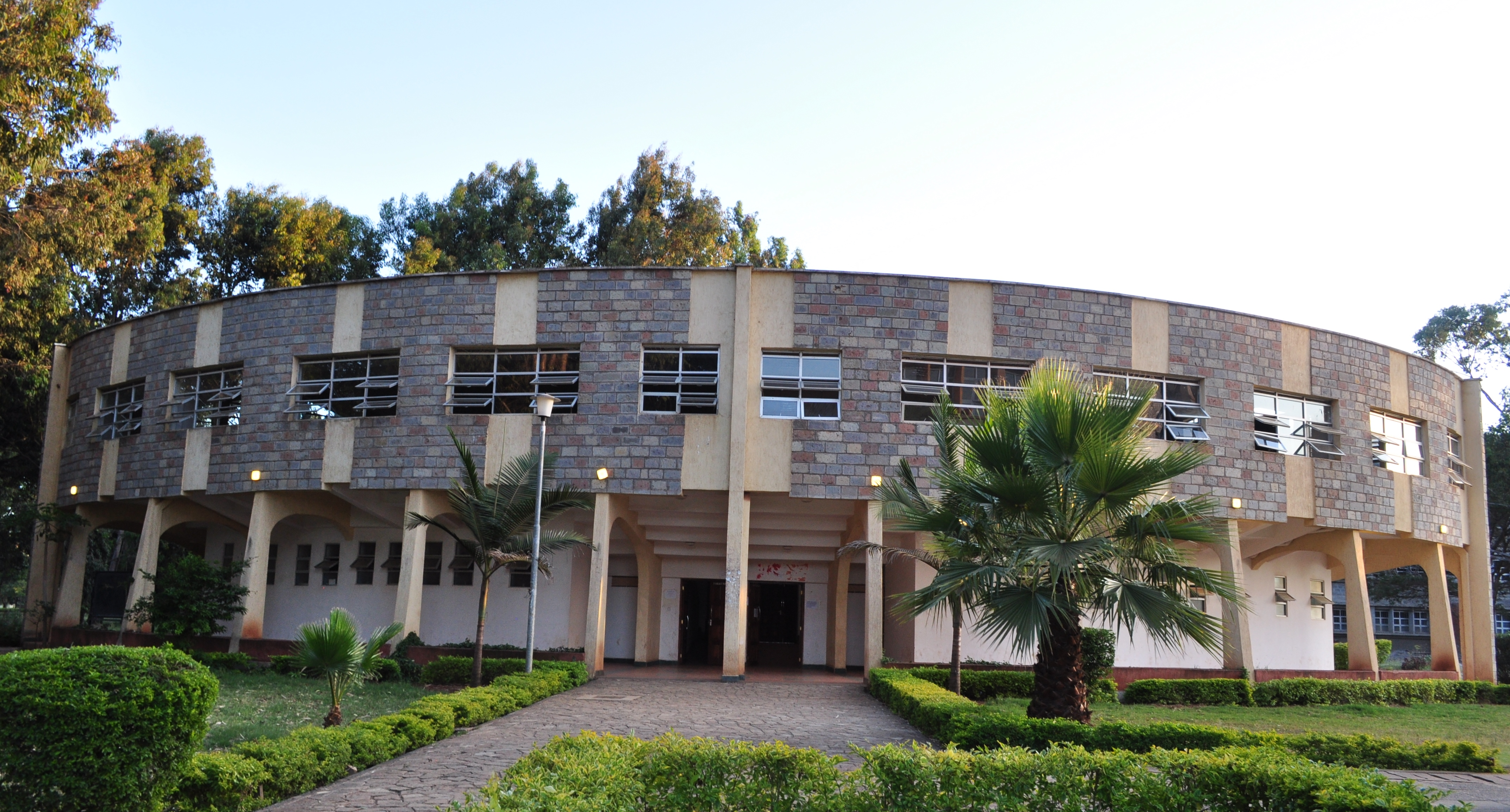
Collegezalencomplex